# Enrico Comentina
Enrico Comentina, noto anche come Enrico d'Asti (... – Smirne, 1345), è stato un patriarca cattolico e beato italiano, patriarca latino di Costantinopoli dal 1339 alla morte da martire.

## Agiografia
Della nobile famiglia astese dei Comentina, fu legato pontificio in Oriente per l'unione delle Chiese greca e latina e patriarca latino di Costantinopoli.
Secondo la tradizione popolare venne decapitato a Smirne mentre celebrava la Santa Messa (cf Crociate di Smirne).

## Culto
Sul finire del XV secolo, il convento di San Francesco nel Rione San Paolo in Asti, conobbe una certa notorietà, grazie alla presenza del corpo del beato.
Secondo la tradizione, il trasporto del corpo avvenne nel 1392, anno stesso del martirio. Le reliquie, vennero traslate nel 1801 presso la Cattedrale di Asti, in seguito alla distruzione del convento di San Francesco ad opera dei francesi.
Il corpo riposa sotto l'altare del SS. Sacramento e viene esposto alla pubblica venerazione nei periodi di calamità atmosferiche quali siccità ed inondazioni. Questo perché la tradizione dice che l'urna che trasportava il corpo del beato, durante il viaggio dall'Oriente all'Italia, sia stata miracolosamente salvata dal mare in tempesta. Per questo motivo è invocato come "il santo dell'acqua".